# Blauwbaardamazone
De blauwbaardamazone (Amazona festiva) is een papegaaiachtige uit de familie van de papegaaien van Afrika en de Nieuwe Wereld (Psittacidae). De wetenschappelijke naam van de soort werd als Psittacus festivus in 1758 gepubliceerd door Carl Linnaeus.

## Kenmerken
De vogel heeft een lengte van 35 cm. Hij heeft een blauwe schedel en een rode voorhoofdsband en teugel. Boven het oog en op de kin is de vogel blauw en de wangen zijn groen. De vleugels bevatten blauwe slagpennen. De groene staart heeft gele uiteinden, de buitenste hebben blauwe banden. De snavel is vleeskleurig, de ogen lichtgrijs en de poten grijs.

## Verspreiding en leefgebied
Deze soort komt voor in Venezuela en het westelijk Amazonebekken en telt twee ondersoorten:
- A. f. festiva: het westelijk Amazonebekken.
- A. f. bodini (Finsch, 1873): oostelijk Colombia en oostelijk Venezuela.

## Status
De grootte van de populatie is niet gekwantificeerd maar de soort wordt omschreven als doorgaans algemeen. Op de Rode lijst van de IUCN heeft deze soort de status niet bedreigd.